# Jelena Makarowa
Jelena Makarowa, ros. Елена Алексеевна Макарова (ur. 1 lutego 1973) – rosyjska tenisistka.
Karierę tenisową rozpoczęła w 1989 roku, biorąc udział, dzięki dzikiej karcie, w kwalifikacjach do turnieju WTA w Moskwie, ale odpadła już w pierwszej rundzie, podobnie jak rok później, również w tym samym turnieju. W 1991 roku zaczęła występować w turniejach ITF wygrywając przy tym dwa turnieje singlowe oraz osiągając finał debla. W sumie, w rozgrywkach tej rangi, wygrała sześć turniejów w grze pojedynczej i sześć w podwójnej.
Od 1992 roku zaczęła regularnie występować w turniejach cyklu WTA, a także w turniejach Wielkiego Szlema. Największe sukcesy w grze pojedynczej to dwa finały, z których pierwszy osiągnęła w 1995 roku na turnieju w Moskwie, a drugi w 1997 roku w Palermo. Rosjanka osiągała dwukrotnie trzecią rundę w Australian Open oraz jednokrotnie w French Open. W grze podwójnej w 1994 roku wygrała turniej Kremlin Cup w Moskwie, w 1995 roku dotarła do ćwierćfinału French Open, a w 1996 do ćwierćfinału Australian Open, wszystkie w parze z Jewgieniją Maniokową.
W 1996 roku reprezentowała Rosję na Olimpiadzie w Atlancie i to zarówno w grze pojedynczej, jak i podwójnej. W obu wypadkach odpadła w pierwszej rundzie, przegrywając w singlu z Argentynką Florencią Labat, a w deblu, w parze z Anną Kurnikową, z czeską parą: Jana Novotná i Helena Suková.
W latach 1992, 1997-1999 brała udział w rozgrywkach Pucharu Federacji.

## Finały turniejów WTA
| Legenda                | Legenda |
| ---------------------- | ------- |
| Wielki Szlem           |         |
| Igrzyska olimpijskie   |         |
| WTA Tour Championships |         |
| 1988 – 2008            |         |
| Kategoria I            |         |
| Kategoria II           |         |
| Kategoria III          |         |
| Kategoria IV           |         |
| Kategoria V            |         |

### Gra pojedyncza 2 (0–2)
| Końcowy wynik | Nr | Data             | Turniej | Nawierzchnia    | Przeciwniczka     | Wynik finału |
| ------------- | -- | ---------------- | ------- | --------------- | ----------------- | ------------ |
| Finalistka    | 1. | 23 września 1995 | Moskwa  | Dywanowa (hala) | Magdalena Maleewa | 4:6, 2:6     |
| Finalistka    | 2. | 20 lipca 1997    | Palermo | Ceglana         | Sandrine Testud   | 5:7, 3:6     |

### Gra podwójna 1 (1–0)
| Końcowy wynik | Nr | Data             | Turniej | Nawierzchnia | Partnerka            | Przeciwniczki              | Wynik finału |
| ------------- | -- | ---------------- | ------- | ------------ | -------------------- | -------------------------- | ------------ |
| Zwyciężczyni  | 1. | 24 września 1994 | Moskwa  | Dywanowa     | Jewgienija Maniokowa | Laura Golarsa Caroline Vis | 7:6, 6:4     |

## Wygrane turnieje rangi ITF
| turnieje z pulą nagród 100 000 $ |
| turnieje z pulą nagród 75 000 $  |
| turnieje z pulą nagród 50 000 $  |
| turnieje z pulą nagród 25 000 $  |
| turnieje z pulą nagród 15 000 $  |
| turnieje z pulą nagród 10 000 $  |

### Gra pojedyncza
|    | Data       | Turniej     | Kat. | ($)    | Naw.     | Finalistka            | Wynik         |
| 1. | 09/09/1991 | Chaskowo    | ITF  | 10 000 | ziemna   | Ljubomira Baczewa     | 6:4, 6:4      |
| 2. | 09/12/1991 | Érd         | ITF  | 10 000 | twarda   | Petra Holubova        | 7:5, 6:1      |
| 3. | 20/01/1992 | Bergen      | ITF  | 10 000 | dywanowa | Julia Jehs            | 6:0, 6:0      |
| 4. | 19/10/1992 | Moskwa      | ITF  | 10 000 | twarda   | Swietłana Parkhomenko | 7:5, 6:2      |
| 5. | 16/11/1992 | Nottingham  | ITF  | 25 000 | dywanowa | Elena Wagner          | 3:6, 6:2, 7:5 |
| 6. | 06/12/1993 | Dolina Oise | ITF  | 50 000 | twarda   | Petra Langrova        | 0:6, 6:3, 6:2 |

### Gra podwójna
|    | Data       | Turniej     | Kat. | ($)    | Naw.     | Partnerka            | Finalistki                          | Wynik         |
| 1. | 30/03/1992 | Moncalieri  | ITF  | 25 000 | ziemna   | Katerina Siskova     | Radka Bobkova Jana Pospisilova      | 6:4, 2:6, 6:2 |
| 2. | 25/05/1992 | Putignano   | ITF  | 10 000 | twarda   | Olga Lugina          | Aida Khalatyan Karina Kuregian      | 6:2, 6:4      |
| 3. | 09/11/1992 | Manchester  | ITF  | 25 000 | dywanowa | Jelena Lichowcewa    | Elena Wagner Nathalie Tschan        | 6:3, 6:4      |
| 4. | 05/07/1993 | Erlangen    | ITF  | 50 000 | ziemna   | Jewgienija Maniokowa | Janette Husárová Danielle Thomas    | 6:1, 6:4      |
| 5. | 06/12/1993 | Dolina Oise | ITF  | 50 000 | twarda   | Magdalena Feistel    | Isabelle Demongeot Catherine Suire  | 2:6, 6:3, 6:4 |
| 6. | 26/10/1998 | Poitiers    | ITF  | 50 000 | twarda   | Olga Lugina          | Gabrielle Kucerova Radka Pelikanova | 6:0, 6:1      |

## Finały juniorskich turniejów wielkoszlemowych

### Gra pojedyncza (1)
| Końcowy wynik | Rok  | Turniej   | Nawierzchnia | Przeciwniczka   | Wynik finału     |
| Finalistka    | 1991 | Wimbledon | Trawiasta    | Barbara Rittner | 7:6(8), 2:6, 3:6 |